# Économie de la Thaïlande
 (décembre 2019).
L'économie de la Thaïlande est selon le FMI une économie de pays émergent, fortement dépendante de ses exportations qui représentent plus de la moitié du PIB, qui est en 2015, en PPA, de 654 milliards de dollars. À cette date, la Thaïlande est la seconde plus grande économie de l'Asie du Sud-Est, après l'Indonésie mais devant la Malaisie.
Le redressement de la Thaïlande depuis la crise économique asiatique de 1997, s'exprime notamment par une spécialisation dans certains secteurs exportateurs comme la construction automobile, l'industrie agroalimentaire, l'électronique ou qui permettent de faire rentrer d'importantes quantités de devises comme le tourisme. La croissance du PIB de la Thaïlande tourne depuis le début du XXIe siècle entre -2 et 8 %, avec une forte volatilité, notamment à cause des conséquences des tensions dans le Sud de la Thaïlande, du tsunami de 2004 et l'instabilité politique lié aux chemises rouges et aux chemises jaunes, ainsi que de la crise de 2008.
Les bénéfices de la croissance et de l’industrialisation de ces dernières décennies ont été essentiellement captés par l’aristocratie traditionnelle et les nouvelles élites économiques et financières. Selon le rapport du Crédit suisse de 2018 sur la répartition de la richesse mondiale, 1 % de la population détient 66,9 % de la richesse du pays. Les stratégies de bas salaires/hauts profits ainsi que le désinvestissement de l’État envers les campagnes a conduit à une fracture rurale-urbaine et à l’exclusion de pans entiers de la société confrontés à l’exode, à la massification du secteur informel, à l’absence de protection sociale ou aux difficultés d’accès à l’éducation et aux services de base : il y a 21 millions de travailleurs dans le secteur informel soit un peu plus de 50 % de la main d’œuvre thaïlandaise...
En 2018, le royaume de Thaïlande est devenu le premier pays d'Asie du Sud-Est à légaliser le cannabis à des fins médicales. La Thaïlande mise sur ce marché afin de stimuler son économie.

## Histoire

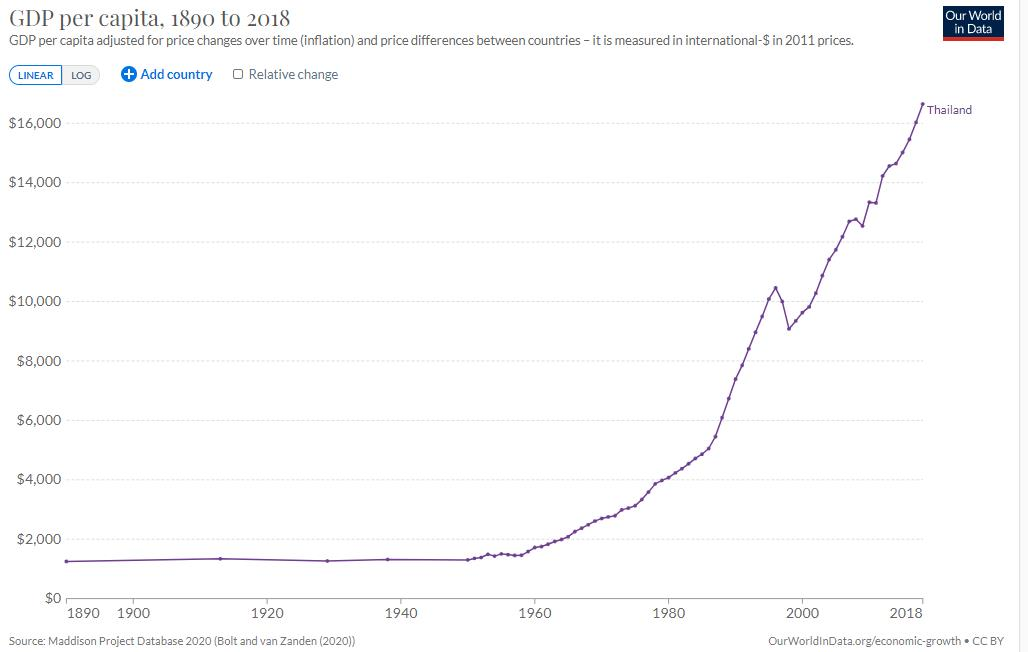
Évolution du PIB par habitant de la Thaïlande (1890-2018).

Le système métrique est obligatoire au Siam depuis 1912.
Entre 1950 et 1980, le produit national brut (PNB) est multiplié par sept et la croissance annuelle moyenne est d'environ 6,5 %.
Dans les années 1980 et 1990, sous le gouvernement de Prem Tinsulanonda, les investissements japonais, et l'ouverture du pays permettent une certaine industrialisation de la Thaïlande, alors qu'en parallèle le tourisme joue un rôle croissant dans le développement économique du pays. La croissance annuelle moyenne est de 9,4 % entre 1985 et 1996, le pays est alors un tigre asiatique. Elle est encore de 8 % en 1993, année où le PNB s'élève à 136,9 milliards de dollars. Membre actif de l'ASEAN, la Thaïlande est très ouverte au commerce international, le commerce (importations et exportations) représentant près de 145 % du PIB.
La crise économique asiatique a fortement touché la Thaïlande et sa monnaie le baht, le rôle du niveau important d'actifs toxiques des banques thaïlandaises a été mis en lumière. Entre 1997 et 2001, le pays est alors en proie à des difficultés économiques; mais depuis, la Thaïlande enregistre des taux de croissance particulièrement soutenus : 6,9 % en 2003, 6,1 % en 2004 et 4,5 % en 2005. La croissance prévisionnelle du PIB pour 2006 est d'environ 5,0 %. Pour 2014, la Banque mondiale prévoit une croissance de 1,5 % pour l'économie thaïlandaise.
La fortune cumulée des 50 Thaïlandais les plus riches s’élève à plus de 160 milliards de dollars en 2019.

## Analyse sectorielle

### Agriculture
La Thaïlande a toujours été autosuffisante sur le plan alimentaire. L'agriculture est le principal secteur économique de la Thaïlande employant 59 % de la population active, et contribuant à 11 % du PIB en 2015 contre 18 % entre 1980 et 1986.
La Thaïlande est le premier exportateur mondial (à quasi-égalité avec le Vietnam, constituant 25 % des exportations mondiales) et l'un des premiers producteurs de riz, bien que le rendement par hectare soit faible. À la fin des années 1980, la production annuelle de riz s'élevait approximativement à 20,8 millions de tonnes, soit une hausse annuelle de quelque 11,3 millions de tonnes par rapport aux années 1960. La part des terres agricoles consacrées aux rizières a fortement diminué depuis le milieu des années 1980 au profit de nouvelles cultures commerciales destinées à l'exportation : manioc, maïs, canne à sucre et, dans le sud, hévéa. En 1994, les surfaces employées à la riziculture demeure très vaste : 37,5 % des terres arables.  
Le caoutchouc, qui provient principalement des plantations de la péninsule malaise, est la seconde grande production du pays ; en effet, fin 1980, sa production annuelle s'élevait à environ 860 000 tonnes. La Thaïlande est ainsi le premier exportateur mondial de caoutchouc. 
Les Thaïlandais cultivent également le coton, le maïs, le sorgo, la canne à sucre, le tabac, le soja, le café, la noix de coco, le manioc, le kénaf, le durians, l’ananas. 
Le pays exploite également de manière importante son potentiel forestier qui couvre 28 % de son territoire, et notamment du teck. Ainsi en 1992, la production annuelle de bois s'élevait à 37,6 millions de mètres cubes, mais le pouvoir essaye de réduire sensiblement ces exportations du fait de la surexploitation.
L'élevage se compose de buffles (plus de 6 millions), de bovins (5 millions) et de porcs 4,3 millions.
La prise annuelle de crevettes, poissons et crustacés, atteignant 3,3 millions de tonnes en 1993, n'est pas un secteur négligeable de l'économie thaïlandaise. La crevetticulture commerciale marche bien : dans tout le pays, plus de 30 000 élevages ont produit environ 280 000 tonnes de crevettes en 2006 et les exportations vers l'Europe, le Japon et les États-Unis ont rapporté plus de 2 milliards de dollars. Mais une partie de la pêche qui sert à alimenter les crevettes en Thaïlande est régulièrement accusée au début des années 2010 d'être réalisée par des migrants réduits en esclavage.

### Mines
La Thaïlande était l'un des principaux producteurs d'étain (21 000 tonnes en 1984). Les cours de ce métal ayant chuté des deux tiers au début des années 1980 la production thaïlandaise ne dépassait pas 4 700 tonnes en 1993. La principale production minière est maintenant le lignite (156 millions de tonnes), à quoi s'ajoutent le gypse, le zinc, le tungstène, l'antimoine, le manganèse et le plomb.

### Énergie

#### Production électrique
La production annuelle d'électricité s'élevait à 90,91 milliards de kilowattheures en 2001, contre trois milliards en 1968, provenant pour l'essentiel de centrales thermiques alimentées par le charbon local. 

#### Pétrole
Depuis peu la Thaïlande n'importe plus son pétrole ayant découvert plusieurs gisements sur son territoire, exploités par la compagnie nationale PTT Public Company Limited (dont l’État thaïlandais est actionnaire à hauteur de 51 %), elle produit 173 800 barils par jour (en 2001), ainsi que 18,73 milliards de mètres cubes de gaz naturel.
En 2013, on dénombrait environ 300 plateformes pétrolières dans le Golfe de Thaïlande.

#### Distribution d'électricité
La majeure partie du réseau de distribution d'électricité se fait en ville comme dans les campagnes par des câbles aériens.
En 2016, les compagnies d'électricité et de télécommunication thaïlandaises ont eu pour consigne d'enterrer les câbles électriques devenus parfois dangereux. Le média thaïlandais Daily News pointe cependant la complexité de l'opération et assure que l'enfouissement ne pourra pas se faire dans un « futur proche ».

### Industries
En 2007, l'industrie a contribué 43,9 % du PIB mais employé seulement 14 % de la population active, notamment dans l'industrie agroalimentaire, l'industrie textile (environ 3 % du PIB) et l'électronique (smartphones, ordinateurs, disques durs...). Ensuite vient la construction automobile, la production de ciment, de cigarettes ainsi que divers produits chimiques et pétroliers. 
En 2004, la production automobile a ainsi atteint 930 000 unités, soit deux fois plus qu'en 2001. Voici la production en 2015 :
| Unités                 | Production | Ventes domestiques | Exportations |
| ---------------------- | ---------- | ------------------ | ------------ |
| Voitures               | 1 915 002  | 799 632            | 1 204 895    |
| Voitures particulières | 761 346    | 356 063            | 462 264      |
| Véhicules commerciaux  | 1 151 656  | 443 569            | 742 631      |
| Motocyclettes          | 1 807 325  | 1 689 088          | 349 878      |

Il est prévu qu'elle dépasse les deux millions de voitures en 2016.

### Transports
Le réseau routier s'est amélioré dans les années 1970, il couvre près de 70 000 km de routes. Le réseau ferroviaire thaïlandais compte lui environ 4 071.
Le secteur aérien est notamment représenté par la compagnie aérienne Thaï Airways ainsi que des compagnies locales, qui proposent des vols intérieurs et longs-courriers.
Le réseau fluvial, grâce au Maenam Chao Phraya navigable sur plus de 80 km à partir de son embouchure, constitue une importante voie navigable intérieure, offrant des passages sur près de 4 000 km de voies fluviales. Le port de Bangkok est ainsi l'un des plus modernes de toute l'Asie du Sud-Est.

### Services
En 2007, le secteur tertiaire a contribué 44,7 % du PIB et emploie 37 % de la population active. Dans le pays, sont présentes trois banques publiques généralistes, cinq banques publiques spécialisées, 15 banques privées thaïlandaises et 17 banques étrangères.
Dans la ville de Bangkok sont présents plus de vingt quotidiens : ไทยรัฐ (Thai Rath) ; เดลินิวส์ (Daily News (Thaïlande)) ; มติชน (Matichon) ; ข่าวสด (Khaosod) ; คมชัดลึก (Kom Chad Luek) ; ไทย โพสต์ (Thai Post), etc., dont huit en langues étrangères (deux en anglais, le Bangkok Post et The Nation (Thaïlande) ; et six en chinois), tirés à plus de 2,5 millions d'exemplaires.

### Tourisme
Le secteur du tourisme représente en 2015 près de 14,5 % du PIB, un taux très élevé par rapport aux autres pays de l'Asie du Sud-Est. En 2001, le pays connaît un trafic touristique de l'ordre de 10,1 millions de visiteurs qui augmente en 2002 de 7,3 %, à 10,9 millions. En 2007, quelque 14 millions de touristes ont visité la Thaïlande, le pays est connu pour son tourisme balnéaire notamment à Phuket, et pour son tourisme sexuel.
En 2011 malgré les inondations, les attentats dans le Sud musulman et la fermeté du baht thaïlandais, la Thaïlande a surpris une fois de plus par sa résilience sur le marché du tourisme. La Thaïlande a enregistré 19 millions d’arrivées touristiques en 2011, soit une augmentation de 19,9 % en glissement annuel, selon le ministère du Tourisme. En 2015, la Thaïlande a accueilli près de 30 millions de touristes, établissant un nouveau record. Le pays annonce vouloir se concentrer sur le haut de gamme, alors que ce pays fut longtemps une destination de choix pour les vacanciers peu fortunés.

## Travail
La population active de la Thaïlande a été estimée à 36,9 millions en 2007, située à 49 % dans l'agriculture, à 37 % dans les services, et à 14 % dans l'industrie. En 2005, les femmes représentaient 48 % de la population active. La moitié de ces 40 millions d'actifs en 2024 travaillent dans l'économie grise appelée économie informelle,. Moins de 4 % de la population active est syndiquée, mais elle l'est à 11 % dans l'industrie et 50 % dans les entreprises publiques. 
Le droit du travail est régi en Thaïlande par le « Labour Protection Act ». Cette loi est applicable à toute entité juridique quel que soit le nombre d'employés et prévoit un certain nombre de règles protégeant le droit des travailleurs : en 2004, la durée maximale de travail est de 8 h par jour et 48 h par semaine ; le travailleur a droit au minimum à un jour de congé par semaine ; un salaire minimum par jour est fixé (6,20 euros par jour en 2010 ; 300 bahts (8 euros) par jour en 2019  malgré l'inflation) ; l'employé a aussi droit à 6 jours de congés payés par an auxquels s'ajoute les 13 jours fériés annuels prévu dans le calendrier thaï. En 2022, de nouveaux salaires minimum sont approuvés par le gouvernement thaïlandais,. En octobre 2024, le salaire minimum quotidien dans les entreprises et usines comptant au moins 200 employés est porté à 400 bahts,. 
En réalité, les conditions de travail sont souvent précaires et parfois très mauvaises,,,, : nombre de sociétés privées profitent de la faible syndicalisation et des « syndicats maison » pour exploiter leurs employés. Par exemples, les semaines de 70 h de travail dans les ateliers de couture à la périphérie de Bangkok sont monnaie courante et les ouvrières sont payées à la pièce (et non au salaire de base journalier avec des heures supplémentaires) ; et c'est parfois le drame, comme en 1993 avec le tragique incendie de l'usine de production de jouets Kader Industries dans la banlieue de Bangkok, incendie dans lequel 118 ouvrières ont péri, coincées sur des balcons fermés par des grilles,.

## Commerce extérieur
L'économie thaïlandaise repose en grande partie sur les exportations. Les statistiques montrent que les exportations représentaient en moyenne 69,4 % du PIB en 2006 et 2007, contre une moyenne de 23 % de 1980 à 1986. Le renforcement des échanges commerciaux entre la Chine et la Thaïlande, notamment grâce au China-Asean Free Trade Agreement, devrait étendre le commerce entre les deux pays à hauteur de 100 milliards $ sur les trois prochaines années, soit le double de ce qu’il est maintenant.
Le Japon, les États-Unis, l’Allemagne, la Malaisie, la Chine et les Pays-Bas sont les principaux partenaires commerciaux de la Thaïlande.

## Endettement
La Thaïlande affiche l'un des taux d'endettement des ménages, par rapport au PIB, les plus élevés d'Asie, derrière seulement la Corée du Sud et Hong Kong. Désormais, un Thaïlandais sur trois est dans une situation de surendettement. La dette publique s'élève pour sa part à plus de 60 % du PIB.

## Corruption
En 2015, d'après Global Financial Integrity, la corruption représente près de 10 % du PIB de la Thaïlande.